# Виктория Куприна
Вижте пояснителната страница за други личности с името Виктория.
Виктория Куприна е руска и българска поп певица.

## Биография
Родена е в Кисельовск, Кемеровска област на 25 ноември 1985 година. Още от ранна детска възраст участва в песенни конкурси. От 2003 година живее в Москва и завършва Московския институт за съвременно изкуство, клас по естрадно и джаз пеене.
Първоначално пее в ресторанти и на фирмени партита. През 2007 година става член на поп групата „Диамант“, след като е одобрена на кастинг.
Виктория напуска групата през 2009 година и започва самостоятелна кариера. Записва песни със Сергей Трофимов и Матилда Мелниченко.
През 2013 година певицата се омъжва за българския актьор Георги Николов – Жорони от град Левски и се премества да живее в България. Тя участва във втория сезон на българския X Factor и достига фазата на концертите.